# Kontrewers (Czołowo)
Kontrewers – część wsi Czołowo w Polsce, położona w województwie kujawsko-pomorskim, w powiecie radziejowskim, w gminie Radziejów. Wchodzi w skład sołectwa Czołowo.
W latach 1975–1998 Kontrewers administracyjnie należał do województwa włocławskiego.

## Pochodzenie nazwy
Profesor K. Rymut w Nazwach miejscowych Polski tłumaczy pochodzenie od określenia kontrowers to jest długoletni spór, szczególnie graniczny, sprawa graniczna, sporna część gruntu, o którą toczy się sprawa.